# Nemanja Vučićević
Nemanja Vučićević (ur. 11 sierpnia 1979 w Belgradzie) – serbski piłkarz grający na pozycji napastnika w FC Tokyo, reprezentant Serbii w piłce nożnej plażowej.

## Kariera
Swoją młodzieżową karierę zaczynał w klubie FK Rad. Grać w profesjonalną piłkę zaczął w klubie Grafičar Belgrad. W sezonie 2000/01 przeniósł się do OFK Beograd. W sezonach 2001/04 grał w rosyjskim klubie Lokomotiw Moskwa. Po trzech latach gry w Lokomotiwie dostał propozycje z Niemiec, a dokładnie z TSV 1860 Monachium. Przez trzy lata gry w TSV rozegrał 48 meczów strzelając 12 goli I tak właśnie Nemanja spędził trzy lata swojej kariery w klubie z Bawarii. W ostatnim roku otrzymał ofertę z 1. FC Köln którą wykorzystał. Po rozegraniu ponad 50 spotkań dla tego zespołu, w 2009 roku przeszedł do Hapoel Tel Awiw, a w 2010 roku do AO Kavala. W 2011 roku został zawodnikiem Anorthosisu Famagusta. Następnie w 2012 roku grał w Vestelu Manisaspor. W 2012 roku przeszedł do FC Tokyo.